# Kingsman: Златни круг
Kingsman: Златни круг (енгл. Kingsman: The Golden Circle) је акционо-шпијунско-хумористички филм из 2017. године редитеља Метјуа Вона и писаца Вона и Џејн Голдман. Други део филмске серије Kingsman, представља наставак филма Kingsman: Тајна служба из 2014. године, који је заснован на стрипу Тајна служба Марка Милара и Дејва Гибонса. Своје улоге из претходног филма понављају Колин Ферт, Тарон Еџертон, Марк Стронг, Едвард Холкрофт, Хана Алстрем и Софи Куксон, док су им се придружили Џулијана Мур, Хали Бери, Педро Паскал, Елтон Џон, Ченинг Тејтум и Џеф Бриџиз. Филм прати чланове Kingsman-а који треба да се удруже са својим америчким колегом, Statesman-ом, након што је свет таоц Попи Адамс и њеног нарко-картела „Златни круг”.
Филм Kingsman: Златни круг премијерно је приказан 18. септембра 2017. у Лондону и биоскопски је издат 20. септембра 2017. у 3D-у и 2D-у у Уједињеном Краљевству и 22. септембра 2017. године у IMAX-у у Сједињеним Државама, дистрибутера 20th Century Fox-а. Филм је издат 21. септембра 2017. године у Србији, дистрибутера MegaCom Film-а. Зарадио је 410 милиона америчких долара насупрот буџета од 104 милиона америчких долара и добио је мешовите критике критичара, с тим што је дуго трајање филма добило критике и његови нови ликови и стилизована акција прикупљали су поларизоване одговоре, мада су глума и хумор били похваљени.
Преднаставак, : Почетак, изашао је 22. децембра 2021. године у Сједињеним Државама.

## Радња
Годину дана након победе над Ричмондом Валентајном, Гари „Егси” Анвин званично се придружио Kingsman-у, заузевши позицију Галахада његовог покојног ментора Харија Харта, као и Харијеву стару кућу и излази са Тилдом, шведском престолонаследницом, коју је спасио од Валентајна. Враћајући се кући из кројачке радње, заседа га Чарли Хескет, одбијени подносилац захтева за Kingsman који је изгубио десну руку и гласне жице током инцидента са Валентајном. Егси избегава Чарлија и његове послушнике у аутомобилској јурњави по Лондону, али Чарлијева кибернетска рука, пресечена у окршају, упада у Kingsman-ове сервере преко рачунара у Егсијевом аутомобилу. Уз прикупљене информације, Попи Адамс, вођа највећег нарко-картела на свету, Златни круг, лансира ракете које уништавају седиште Kingsman-а и убија све агенте у Британији, укључујући Егсијеву најбољу пријатељицу Рокси и његовог другог пријатеља Брендона, који је у Егсијевој кући како би чувао његовог пса док је Егси био одсутан у Шведској са Тилдом. Егси и његов колега Мерлин једина су преживели напад.
Пратећи хитни Протокол о Судњем дану, њих двоје ступају у контакт са Statesman-ом, америчким колегом Kingsman-а, који као посао користи бурбон виски са седиштем у Кентакију као фронт. Тамо откривају да је Хари преживео Валентајнову пуцњаву захваљујући технологији Statesman-а, али има амнезију која се може излечити само проживљавањем трауматичног догађаја. Шеф Statesman-а, Шампањац, нуди подршку организације да сруши Златни круг. Statesman-ов агент Текила добија плави осип и показује знаке маније, на крају га замењује други агент, Виски, као Егсијев партнер. Егси подметне уређај за праћење Чарлијевој бившој девојци Клари фон Глукфберг током сексуалног сусрета на Гластонбери фестивалу, али се отуђује од Тилде након што јој је претходно рекао шта мора учинити.
Мерлин покушава да излечи Харијеву амнезију поплавом његове спаваће собе—одражавајући елемент обуке агената Kingsman-а—али вежба не успева. Егси на крају успева претњом да ће упуцати штене керн теријера које подсећа на Харијевог покојног пса, господина Пикла, због чега је Хари поново проживео последњи тест свог тренинга Kingsman-а у којем му је наређено да пуца у свог пса. Током њихове следеће мисије, Попи емитује поруку у којој најављује да је додала токсин свим својим дрогама, што узрокује да корисници развију симптоме попут Текиле пре него што подлегну парализи и, последично, смрти. Она нуди противотров свету ако ће председник Сједињених Америчких Држава окончати рат против дроге и одобрити њеном картелу имунитет од кривичног гоњења. Председник јавно преговара, али потајно намерава да дозволи да заражени умру, јер је спреман да елиминише све кориснике дрога и тако учини Попино пословање бескорисним. Многе жртве, укључујући и шефа особља, ставља у карантин на стадиону и оставља их тамо да умру.
Хари, Егси и Виски прате Клару до објекта Златног круга у Италији. Егси успева да украде узорак антидота, али Виски га уништи током напада послушника Златног круга, наводећи Харија да сумња да је издајник и да је намерно разбио узорак. Хари пуца Вискија у главу, али Егси, верујући да је Хари у заблуди због непотпуног опоравка, спашава га истом технологијом којом је Statesman спасио Харија. Чарли убија Клару уништавајући објекат како би спречио узимање додатних узорака и не остављајући трагове иза себе. Тилда зове Егсија у маничном стању, показујући да има симптоме као резултат пушења канабиса у нападу депресије. Егси, Хари и Мерлин откривају место Попиовог скровишта у Камбоџи, „Попи-ланд”, и лете тамо.
Док извиђа Попи-ланд, Егси нагази на мину, али Мерлин се жртвује да спаси њега и Харија, док истовремено убија одред Попине гарде и пева своју омиљену песму Џона Денвера. Осветољубиви Егси и Хари продиру кроз јазбину док убијају све стражаре које сретну; Егси се бори и убија Чарлија као освета за његове пале другове, док Хари уништава Попине роботске нападачке псе (зване „Џени” и „Џет”) уз помоћ Елтона Џона, којег је Попи отела током Валентајновог напада и присилила да пева за њу. Они осигуравају лаптоп за контролу дронова који могу да испоруче противотров широм света и убризгавају Попи концентрисану дозу њеног токсина и хероина да јој отупи чула и да спусти гард. Делирична Попи даје им лозинку за антидот на лаптопу, али умире од случајног предозирања. Виски их прекида пре него што успеју да пошаљу дронове, откривајући да је његова трудна супруга убијена у пљачки коју су пре више година извршила два корисника метамфетамина, због чега је развио личну освету против свих корисника дрога и жели да умру. Избија бесна борба која се завршава тако што Хари и Егси бацају Вискија у Попин млин за месо. Затим активирају дронове испоручујући противотров широм света.
После тога, председник је импичован и ухапшен због завере да жртве умру, а Statesman купује дестилерију у Шкотској како би помогао у обнови Kingsman-а. Statesman-ов специјалиста за техничку подршку Пиво од Ђумбира именована је за новог агента Вискија, Егси се жени Тилдом, а излечени Текила придружује се Kingsman-у, који у Лондону купује нову кројачку радњу.

## Улоге
| Глумац          | Улога                                  |
| --------------- | -------------------------------------- |
| Колин Ферт      | Хари Харт / Галахад Старији            |
| Џулијана Мур    | Попи Адамс                             |
| Тарон Еџертон   | Гари „Егси” Анвин / Галахад Млађи      |
| Марк Стронг     | Хамиш Мајкрофт / Мерлин                |
| Хали Бери       | Пиво од Ђумбира                        |
| Педро Паскал    | Џек Данијелс / агент Виски             |
| Елтон Џон       | себе                                   |
| Ченинг Тејтум   | агент Текила                           |
| Џеф Бриџиз      | Шампањац „Шамп”                        |
| Едвард Холкрофт | Чарлс „Чарли” Хескет                   |
| Хана Алстрем    | Тилда                                  |
| Брус Гринвуд    | председник Сједињених Америчких Држава |
| Емили Вотсон    | начелница штаба Фокс                   |
| Софи Куксон     | Роксен „Рокси” Мортон / Ланселот       |
| Мајкл Гамбон    | Артур                                  |

## Продукција

### Развој
У близини издања филма Kingsman: Златни круг, Марк Милар и Метју Вон рекли су да би наставак био могућ уколико би први филм имао добрар наступ на благајнама, а Вон је изразио интерес за повратак у режију. Вон је такође приметио да се надао да ће се Ферт вратити у наставку, мада је касније речено да се Ферт неће вратити.
Дана 29. априла 2015. године, Fox је објавио да је у продукцији наставак, али да није јасно да ли ће се Вон вратити због његовог интересовања за режију филма о Флешу Гордону. Дана 11. јуна 2015. године, Вон је рекао Yahoo-у да је започео писање сценарија за наставак и да се може вратити режији. У септембру 2015. године, Милар је поновио да је наставак у развоју и да је Вон тражио начине да врати Ферта без жртвовања интегритета приче. Касније тог месеца, The Hollywood Reporter је потврдио да је Еџертон такође потписао нови филм Робин Худ, који је тада требало да почне са снимањем у фебруару 2016; Еџертонов распоред је тако био у супротности са наставком филма Kingsman. Међутим, средином октобра потврђено је да су питања распореда решена између оба студија. Lionsgate је започео продукцију филма Робин Худ одмах након што је Еџертон обавио снимање филма Kingsman: Златни круг, које је започело у мају 2016. године.

### Кастинг
Дана 17. фебруара 2016. године, откривено је да је Џулијана Мур преговарала да у филму глуми негативца. Дана 10. марта 2016. године, изабрана је Хали Бери, за улогу за коју се касније испоставило да је техничка подршка Statesman-а. Крајем марта, Вон је потврдио Берин и Мурин кастинг, као и наслов Kingsman: Златни круг. Дана 8. априла 2016. године, Педро Паскал добио је улогу Џека Данијелса, а истог дана издат је и промотивни плакат са наочарима Фертовог лика, који потврђују Фертов повратак у филм; Фертов повратак је 11. јула 2016. године званично потврђен. Ченинг Тејтум је потврдио своју улогу преко свог Twitter налога, док је Variety известио да је Елтон Џон преговарао о улози. (Џона ће касније глумити колега Еџертон у филму Rocketman из 2019). Крајем априла, Вон је говорио о писању наставка и изјавио је да је „ово писање било најтеже што сам икада урадио.” Џеф Бриџиз је додат у глумачку екипу 28. маја 2016. године. Вини Џоунс објавио је на Twitter-у да је добио улогу, мада се није појавио у готовом филму.

### Снимање
Снимање је започето 15. маја 2016. године у Бирмингему. Снимање се такође одвијало у Warner Bros. Studios-у. Сцене жичаре и фабрике антидота снимљене су на Скајвеј Монте Бјанку и Појнту Хелбронеру, смештеним у Курмајору и на Шри Ланки. Дана 13. септембра 2016. године, Kingsman: Златни круг је завршио почетно снимање. Додатни снимци снимљени су у децембру 2016. године на локацији у Лондону.

### Музика
Хенри Џекман и Метју Марџен поново се састали да би компоновали музику за филм. Саундтрек је издат 22. септембра 2017. на iTunes-у Fox Music-а и издат је у октобру 2017. године на CD-у La-La Land Records-а.

## Франшиза

### Наставак и преднаставак
Ваугхн је изјавио да он и Голдман планирају трећи филм Kingsman. Иако је Вон у почетку претпостављао да ће серија бити трилогија, Марк Милар је касније потврдио да су у развоју још најмање два филма. У децембру 2017. године, Вон је пружио увид у своје планове за неименовани трећи филм. Потврдио је да ће бити још један „масовни” нови додатак глумачкој екипи, мада још није одлучио ко ће играти улогу. У марту 2018. године, Вон је потврдио да још увек ради на сценарију за трећи филм. Иако није открио никакве нове детаље заплета, рекао је да за то планира нешто велико. У другом интервјуу задиркивао је могући повратак Мерлина Марка Стронга, али није потврдио или демантовао гласине. Вон је открио Empire-у да планира филм Kingsman који ће представити трилогију „вези Харија Харта-Егсија”. У мају 2019. године, Вон је у интервјуу за Digital Spy рекао да ће „Kingsman 3” бити последње поглавље Харта и Егсија.
Преднаставак франшизе, King's Man: Почетак биће издат 22. децембра 2021. године. Дана 9. новембра 2018. године, Еџертон је потврдио да се неће појавити у преднаставку; међутим, он би и даље приказивао лик у будућим деловима, говорећи: „Не знам колико је ово вруће у штампи, и мислим да то могу да кажем, али нисам у следећем филму о Kingsman-у. Ово не значи да никада више нећу бити у Kingsman-у. Био сам са Метјуом Воном пре само неколико дана, још увек послујемо заједно, али његово следеће путовање у тај свет ме не укључује. Пре него што је додао „Његова идеја за нову је невероватно узбудљива”, наставио је Еџертон. „Тужан сам што нећу бити на том путовању с њим, али то није последње што сте видели од Егсија.” У издању Empire-а за септембар 2020. године, потврђено је да филм носи наслов Kingsman: Плава крв.